# ملکویدی
ملکویدی (به چکی: Mlékojedy) یک منطقهٔ مسکونی در جمهوری چک است که در ناحیه لیتومیریتسه واقع شده‌است. ملکویدی ۲٫۸۳ کیلومتر مربع مساحت و ۱۶۴ نفر جمعیت دارد و ۱۴۶ متر بالاتر از سطح دریا واقع شده‌است.